# Melchizedek (Lebiediew)
Melchizedek, imię świeckie Wasilij Lebiediew (ur. 26 stycznia 1927 w Nowo-Czerkasowie, zm. 8 czerwca 2016 w Klimowsku) – rosyjski biskup prawosławny. 

## Życiorys
Urodził się w rodzinie chłopskiej. W 1950 ukończył moskiewskie seminarium duchowne i 18 lipca tego samego roku przyjął z rąk arcybiskupa możajskiego Makarego święcenia diakońskie, zaś trzy dni później – kapłańskie. Został wówczas proboszczem parafii Przemienienia Pańskiego w Biesowie. Następnie służył w świątyniach we wsiach Tugoles i Mołodi, zaś od 1961 był proboszczem parafii przy cerkwi Narodzenia Matki Bożej w Oriechowie-Zujewie oraz dziekanem dekanatu oriechowo-zujewskiego. W 1962 podjął studia w Moskiewskiej Akademii Duchownej. Rok później złożył wieczyste śluby zakonne w Ławrze Troicko-Siergijewskiej, przyjmując imię Melchizedek. W 1965 otrzymał godność archimandryty. 
17 czerwca tego samego roku miała miejsce jego chirotonia na biskupa wołogodzkiego i wielkoustiuskiego, w której jako konsekratorzy wzięli udział metropolita leningradzki i ładoski Nikodem, arcybiskup tulski i bielowski Aleksy, biskup dmitrowski Filaret oraz biskup wołokołamski Pitirim. Od 1967 był biskupem wiedeńskim i austriackim, zaś od 1970 – penzeńskim i sarańskim, od 1976 jako arcybiskup. 
29 września 1978 został biskupem biskupem berlińskim i wschodnioeuropejskim, egzarchą Europy Środkowej. Po sześciu latach przeniesiony do eparchii swierdłowskiej i kurgańskiej. W związku z przywróceniem miastu Swierdłowsk jego pierwotnej nazwy Jekaterynburg, od 1991 jego tytuł brzmiał arcybiskup jekaterynburski i kurgański, zaś po podziale eparchii – jekaterynburski i wierchoturski. W 1991 pobłogosławił wzniesienie krzyża w uroczysku Ganina Jama, na miejscu ukrycia zwłok rozstrzelanego cara Mikołaja II i jego rodziny, sankcjonując tym samym nieformalny kult ostatnich Romanowów.
W 1994 został pierwszym zwierzchnikiem nowo powstałej eparchii briańskiej i siewskiej. 
W 2002 odszedł w stan spoczynku w związku z osiągnięciem wieku 75 lat. Zmarł w 2016. 10 czerwca 2016 został pochowany w sąsiedztwie cerkwi Zmartwychwstania w Mołodi.